# Горячев, Алексей Андреевич
Алексей Андреевич Горячев (1917—1982) — советский военнослужащий. В Рабоче-крестьянской Красной Армии служил с 1938 по 1945 год. Участник Великой Отечественной войны. Воинское звание — старшина. Один из полных кавалеров ордена Славы, награждённых в годы войны четырьмя орденами Славы.

## Биография

### До призыва на военную службу
Алексей Андреевич Горячев родился 17 марта 1917 года в деревне Фионовка Мензелинского уезда Уфимской губернии Российской Республики (ныне деревня Мензелинского района Республики Татарстан Российской Федерации) в крестьянской семье. Русский. Окончил шесть классов неполной средней школы. Сначала крестьянствовал. В 1936 году переехал в город Кизел. Освоив профессию машиниста шахтного электровоза, до призыва на военную службу работал по специальности на шахте имени В. Володарского треста «Кизелуголь».

### На фронтах Великой Отечественной войны
В ряды Рабоче-крестьянской Красной Армии А. А. Горячев был призван Кизеловским районным военкоматом Свердловской области в сентябре 1938 года. В действующей армии с декабря 1941 года. В боях с немецко-фашистскими захватчиками младший командир Горячев с января 1942 года на Северо-Западном (с 22 января — Калининском) фронте в составе 4-й ударной армии. Боевое крещение принял под городом Осташковом во время Торопецко-Холмской операции. В феврале 1942 года в бою под городом Велижем Алексей Андреевич был ранен. После излечения в мае 1942 года его направили в 334-ю стрелковую дивизию, где он принял под командование отделение 407-й отдельной разведывательной роты.
До сентября 1943 года дивизия, в составе которой служил сержант А. А. Горячев, вела позиционные бои на подступах к городу Велижу, который частям 4-й ударной армии удалось освободить только в ходе Смоленской наступательной операции. Алексей Андреевич со своими бойцами принимал участие в нескольких разведывательно-диверсионных операциях за линией фронта, неоднократно добывал ценные разведданные о противнике и доставлял в штаб дивизии «языков». Сломив в ожесточённых сентябрьских боях сопротивление противника, дивизия генерал-майора Н. М. Мищенко развила наступление на витебско-полоцком направлении и вступила на территорию Белорусской ССР. В начале декабря 1943 года в боях западнее города Суража Алексей Андреевич вновь был ранен, но быстро вернулся в строй. Зимой-весной 1944 года он принимал участие в кровопролитных боях за Витебск. 9 февраля во время штурма сильно укреплённой оборонительной линии противника к северу от города под интенсивным артиллерийско-миномётным огнём сержант А. А. Горячев личным примером поднял роту в атаку и первым ворвался во вражескую траншею. В ходе боя Алексей Андреевич захватил в плен немецкого солдата, который позднее дал ценные сведения о силе и организации обороны противостоявших дивизии частей вермахта. В тот же день командир батальона капитан А. И. Чочуа представил сержанта Горячева к ордену Славы 3-й степени, но в последний момент награда была заменена на медаль «За боевые заслуги». 11 февраля Алексей Андреевич был ранен, но быстро вернулся в строй. В последующих боях под Витебском войсковой разведчик ещё неоднократно демонстрировал воинскую доблесть и личное мужество. Так, в ночь на 26 февраля при выполнении в составе разведгруппы боевой задачи по захвату контрольного пленного он в одиночку проник во вражескую траншею и смело вступил в схватку с немецким обер-ефрейторм. Быстро обезоружив врага, он выволок пленного из траншеи и вместе с боевыми товарищами доставил его своему командиру. Всего за время проведения Витебской операции сержант Горячев организовал семь дерзких вылазок к переднему краю противника, в ходе которых лично захватил трёх «языков».

### Бои в Прибалтике
До лета 1944 года 334-я стрелковая дивизия вела позиционные бои северо-западнее Витебска. В рамках операции «Багратион» её подразделения прорвали немецкую оборону в районе деревни Язвино. 1124-й полк дивизии первым из частей 43-й армии выполнил поставленную боевую задачу, в ночь на 24 июня выйдя к Западной Двине. После окружения и разгрома витебской группировки противника 60-й стрелковый корпус генерал-майора А. С. Люхтикова, в состав которого входила дивизия, развил успешное наступление в рамках Полоцкой операции, в ходе которой разгромил противостоявшие ему части лепельской группировки вермахта и 5 июля вступил на территорию Прибалтики.
Упорное сопротивление частям корпуса враг оказал на подступах к Биржаю. Командующий 43-й армией генерал-лейтенант А. П. Белобородов вспоминал:

Противник спешно перегруппировывал силы, перебрасывая дивизии с севера, из-под Пскова и Нарвы, на юг, на рубеж реки Свента… 22 — 24 июля вражеская группировка нанесла сильный контрудар. На реке Свента, на участке перерезанной нами дороги Двинск — Шяуляй, завязались ожесточенные бои.— Белобородов А. П. Всегда в бою.
Необходимо было быстро выяснить состав и численность прибывавших сюда резервов и их оперативные задачи. Срочно нужно было взять контрольного пленного из новоприбывших частей. Задача по захвату языка была поручена отделению разведчиков сержанта А. А. Горячева. Пока было светло, Алексей Андреевич вёл наблюдение за позициями противника, выискивая место, где можно было провести операцию с наименьшим риском. На одном из участков переднего края немцев он обнаружил свежие комья земли. Разведчики предположили, что по ночам в этом месте противник роет окопы. Расчёт оказался верным. С наступлением темноты группа разведчиков под командованием Горячева выдвинулась к немецким позициям неожиданно атаковала группу немецких солдат, занимавшихся укреплением своей обороны. В ходе короткого боя разведчики уничтожили почти всех солдат неприятеля и благополучно вернулись в расположение своего батальона с двумя пленными немцами, которые дали необходимые командованию сведения.
Разгромив биржайскую группировку противника, 43-я армия развернула свой фронт на север, и выйдя на ближние подступы к городу Бауска, 13 августа перешла к обороне. Бауска имела стратегическое значение: от неё через Иецаву открывался прямой путь на Ригу, столицу Латвийской ССР. Противник умело использовал географическое положение города, располагавшегося между тремя водными преградами — реками Муса, Мемеле и Лиелупе, превратив его в неприступную крепость. Кроме того, немцы продолжали удерживать плацдармы на южных берегах Лиелупе и Мемеле западнее и восточнее Бауски. Командующий 43-й армией поставил перед войсками задачу вытеснить противника с выгодных оборонительных рубежей. 334-я стрелковая дивизия в ходе частной наступательной операции действовала восточнее Бауски. 16 августа взвод 407-й отдельной разведывательной роты под командованием командира роты старшего лейтенанта И. А. Солошенко вышел к немецким позициям у мызы Личупьи. Стрелок-разведчик старший сержант В. И. Рожков, выдвинувшись вперёд, проник на пункт связи противника, уничтожил шесть немцев, вывел из строя телефонный аппарат и перерезал линию связи с корректировщиком артиллерийского огня, чем нарушил взаимодействие между подразделениями противника и лишил его артиллерийской поддержки. В ходе ожесточённого штурма немецких укреплений отделение сержанта А. А. Горячева, действовавшее в составе ударной разведгруппы, первым ворвалось в населённый пункт. В бою за Личупьи разведгруппа истребила 38 немецких солдат и трёх офицеров. Ещё двое военнослужащих вермахта были взяты в плен. Лично Алексей Андреевич уничтожил 4-х солдат неприятеля, а также обнаружил на месте боя и доставил в штаб ценные документы. За доблесть и мужество, проявленные в бою, приказом от 28 августа 1944 года старший сержант А. А. Горячев был награждён орденом Славы 3-й степени (№ 219043).
В преддверии предстоявшего броска на Ригу командование 43-й армии активизировало разведывательную работу на всём участке фронта. Еженощно разведгруппы выдвигались к переднему краю обороны противника для захвата контрольных пленных, из показаний которых складывалась общая оперативная картина. В одной из таких операций вновь отличился сержант А. А. Горячев. В ночь на 10 сентября 1944 года группа захвата, в составе которой находился Алексей Андреевич, под покровом темноты подобралась вплотную к немецким окопам у небольшой латвийской деревушки Пентри. Стремительным броском Горячев первым ворвался в расположение противника и огнём из автомата уничтожил стоявший на посту пулемётный расчёт. Завладев пулемётом, он истребил ещё четырёх выскочивших на шум солдат неприятеля, после чего вместе с бойцами Чумаковым и Нестеровичем захватил языка и под прикрытием остальных бойцов группы доставил его в расположение своей роты. За образцовое выполнение боевого задания 11 сентября 1944 года командир 407-й отдельной разведывательной роты старший лейтенант И. А. Солошенко представил сержанта Горячева к ордену Славы 2-й степени. Высокая награда была присвоена Алексею Андреевичу приказом войскам 43-й армии 1-го Прибалтийского фронта № 0245 от 6 ноября 1944 года, однако к этому времени 334-я стрелковая дивизия уже находилась в составе 51-й армии и вероятно поэтому орден ему так и не был вручён.

### В Восточной Пруссии
До середины декабря 1944 года 334-я стрелковая дивизия, занимая позиции в районе Вайнёде, участвовала в блокаде курляндской группировки врага. 20 числа в составе 2-й гвардейской армии она была переброшена на 3-й Белорусский фронт и 16 января 1945 года перешла в наступление на инсербургском направлении в рамках Восточно-Прусской операции. Преодолевая упорное сопротивление противника, к концу января части дивизии вышли к небольшому прусскому городку Шиппенбайль, прикрывавшему подступы к Бартенштайну. Командованию требовалось оценить противостоявшие дивизии силы врага, и разведчики получили приказ срочно добыть языка. В ночь на 27 января разведгруппа 407-й отдельной разведывательной роты, в состав которой был включён и опытный разведчик сержант А. А. Горячев, выдвинулась в район фольварка, расположенного на южной окраине населённого пункта. Алексей Андреевич сумел незаметно приблизиться к немецкой траншее на 20 метров, затем стремительным броском ворвался в расположение врага. Забросав ручными гранатами жилую землянку, он набросился на двух часовых, и быстро разоружив их, вытолкал пленников из траншеи, где их уже ждали бойцы группы захвата. Пленные немецкие солдаты дали очень ценные сведения о противнике, а сержант А. А. Горячев за проявленное мужество приказом от 3 марта 1945 года был повторно награждён орденом Славы 2-й степени (№ 12581).
10 февраля 1945 года начался второй этап наступления войск Красной Армии в Восточной Пруссии. Перед войсками 3-го Белорусского фронта была поставлена задача ликвидировать хейльсбергскую группировку противника, изолированную юго-западнее Кёнигсберга. Бои за Хейльсбергский укреплённый район, насчитывавший свыше 900 железобетонных и множество деревоземляных оборонительных сооружений, а также насыщенный противотанковыми и противопехотными заграждениями, носили исключительно упорный характер. Ожесточённая схватка произошла 17-19 февраля за село Квинен. «Проявив смелость и храбрость», А. А. Горячев первым ворвался в расположение врага и в рукопашной схватке уничтожил двух немецких солдат и одного унтер-офицера. Зачищая траншею, Алексей Андреевич в составе группы бойцов ворвался в немецкий блиндаж и в ходе боя взял в плен немецкого солдата, которого доставил командованию. Когда во время штурма населённого пункта противник выкатил на прямую наводку артиллерийское орудие, Горячев обошёл огневую позицию неприятеля с тыла и ручными гранатами уничтожил расчёт, а пушку захватил в исправном состоянии.
В середине марта 334-я стрелковая дивизия, наступавшая общим направлением на Хайлигенбайль, после тяжёлых боёв передовыми частями вышла на рубеж реки Лаутер южнее населённого пункта Гросс Рёдерсдорф. Сержант А. А. Горячев под огнём врага на подручных средствах одним из первых переправил своё отделение на левый берег, а сам переплыл реку плавь. Закрепившись на занятом плацдарме, Алексей Андреевич со своими бойцами отразил три контратаки многократно превосходивших по численности сил противника, уничтожив при этом до десяти вражеских солдат. Во время одной из атак группа немцев в количестве восьми человек сумела ворваться на позиции, удерживаемые отделением Горячева. Смело вступив в бой с врагом, Андрей Алексеевич ручными гранатами, огнём из автомата, а затем и в рукопашной схватке истребил шесть солдат неприятеля, а ещё двух обезоружил и взял в плен. Вскоре на захваченный разведчиками плацдарм переправились несколько стрелковых батальонов, которые отбросили противника и обеспечили переправу основных сил дивизии.
Развивая дальнейшее наступление вдоль южного берега реки Ярфт, 19 марта части 334-й стрелковой дивизии вышли к населённому пункту Грюнвальде. Противник хорошо укрепился в селе, превратив большинство строений в опорные пункты. Обустроив в одном из домов пулемётную точку, немцы препятствовали продвижению советских бойцов. Сержант А. А. Горячев сумел незаметно подобраться к зданию, где засело четверо немецких солдат, и в одиночку ворвавшись внутрь, завладел пулемётом. Противник в это время перешёл в контратаку. Обратив трофейное оружие против врага, Алексей Андреевич прицельным огнём уничтожил четырёх вражеских солдат и подавил одну огневую точку. 19 апреля 1945 года новый командир 407-й отдельной разведывательной роты гвардии старший лейтенант Крапивин представил сержанта А. А. Горячева к ордену Славы 1-й степени. Высокая награда за номером 1056 была присвоена Алексею Андреевичу уже после окончания Великой Отечественной войны указом Президиума Верховного Совета СССР от 29 июня 1945 года.
Ещё до полного разгрома хейльсбергской группировки противника 334-я стрелковая дивизия была переориентирована на кёнигсбергское направление и в период проведения Кёнигсбергской операции активными действиями сковывала немецкую оперативную группу «Земланд». После взятия советскими войсками столицы Восточной Пруссии войска 3-го Белорусского фронта провели Земландскую наступательную операцию. Здесь на Земландском полуострове недалеко от Пиллау старший сержант А. А. Горячев завершил свой боевой путь. Всего за время службы в разведке Алексей Андреевич принимал участие в одиннадцати разведывательно-диверсионных операциях в тылу врага. Кроме того, в ходе многочисленных вылазок к переднему краю немцев с его участием было захвачено более 80 контрольных пленных.

### После войны
После окончания Великой Отечественной войны А. А. Горячев оставался на военной службе до декабря 1945 года. Демобилизовавшись в звании старшины, Алексей Андреевич вернулся в Кизел. Долгие годы работал горным мастером и помощником начальника внутришахтного транспорта на шахте имени Ленина. Его многолетний добросовестный труд был отмечен медалью «За трудовое отличие» и знаком «Шахтёрская слава» 2-й степени. Умер Алексей Андреевич 15 ноября 1982 года. Похоронен в Кизеле.

## Награды и звания
- Орден Красной Звезды (04.03.1944)[7];
- орден Славы 1-й степени (29.06.1945)[18];
- два орден Славы 2-й степени (06.11.1944[13]; 03.03.1945[14]);
- орден Славы 3-й степени (28.08.1944)[5];
- медали, в том числе:
  - медаль «За отвагу» (01.03.1945)[6];
  - медаль «За боевые заслуги» (22.02.1944)[8];
  - медаль «За победу над Германией в Великой Отечественной войне 1941-1945 гг.»;
  - медаль «За трудовое отличие»[21];
- знак «Шахтёрская слава» 2-й степени[21];
- почётный гражданин города Кизел (1980)[2][20].

## Документы
- Общедоступный электронный банк документов «Подвиг Народа в Великой Отечественной войне 1941—1945 гг.» Дата обращения: 22 июня 2014. Архивировано из оригинала 13 марта 2012 года. Номера в базе данных:

Орден Красной Звезды (архивный реквизит 30735929).
Орден Славы 1-й степени (архивный реквизит 46773031).
Указ Президиума Верховного Совета СССР от 29 июня 1945 года (архивный реквизит 46677901).
Орден Славы 2-й степени от 6 ноября 1944 года (архивный реквизит 35869383).
Орден Славы 2-й степени от 3 марта 1945 года (архивный реквизит 40073024).
Орден Славы 3-й степени (архивный реквизит 44560034).
Медаль «За отвагу» (архивный реквизит 27006193).
Медаль «За боевые заслуги» (архивный реквизит 21915695).